# S (letter)

Een aantal voorbeelden van de letter S

De letter S is de 19e letter in het moderne Latijnse alfabet. Oorspronkelijk kwam de letter uit het Fenicische alfabet. De Semitische letter Šîn werd uitgesproken als /ʃ/, de klank 'sh' in het moderne Engelse en Nederlandse shirt. De Grieken kenden deze klank niet en gebruikten de letter voor de /s/-klank. Aangenomen wordt echter dat ook in sommige Semitische talen de uitspraak /s/ was. In het Grieks, Etruskisch en Latijn is de /s/-klank bewaard gebleven. In verschillende moderne talen wordt de letter S ook gebruikt voor andere klanken, zoals het Hongaarse /ʃ/ of het Engelse /z/.
Het Semitische woord Šîn betekent 'tanden'. Het pictogram is wellicht een voorstelling van een paar voortanden of van vrouwelijke borsten. De naam van de Griekse letter Sigma (Σ, σ) is waarschijnlijk afkomstig van de Semitische letter Sâmek en niet van Šîn. De Griekse letter Seismos (ς) wordt alleen gebruikt als het de laatste letter van een woord betreft; seismos (σεισμός) betekent 'schok', 'trilling'.
In het Fenicisch komt de letter voor in de vorm van de huidige letter W, in Griekse en Latijnse inscripties wordt hij gekanteld aangetroffen, hetzij als een Σ, hetzij juist als het spiegelbeeld daarvan.
| Proto-semitische š | Fenicische S | Etruskische S | Griekse Sigma en seismos |
| ------------------ | ------------ | ------------- | ------------------------ |
|                    |              |               |                          |

## Spellingsalfabet

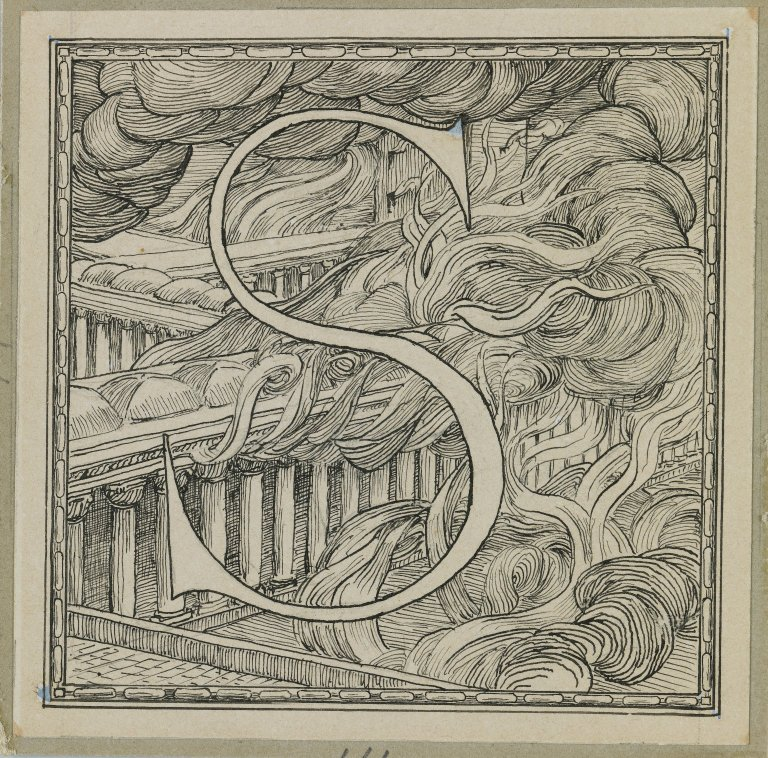
Versierde S door de schilder James Tissot (ca. 1890)

- In het internationale spellingsalfabet wordt de letter S weergegeven door middel van de naam Santiago.
- Het spellingsalfabet van de NAVO gebruikt Sierra.
- In het Nederlands telefoonalfabet wordt de S weergegeven door middel van de naam Simon.

## Duits
Het Duits gebruikt de letter S voor de /s/-klank maar ook voor de /z/-klank. De /s/-klank verschijnt meestal achter aan het eind van een lettergreep. Verder is de letter in combinaties met andere letters te vinden. In combinatie met P en T verandert de klank in een /ʃ/: spitzer Stein.
De taal kent ook de letter ß, die 'scharfes S' of 'Eszett' wordt genoemd en aan een dubbele kleine letter S gelijkstaat. In de Duitse spelling zoals die in Zwitserland en Liechtenstein gangbaar is, wordt deze letter echter niet gebruikt.